# 耶索 (新墨西哥州)
耶索（英語：Yeso）是位於美國新墨西哥州迪巴卡縣的非建制地區。

## 歷史
耶索的郵局自1909年營運至今。

## 地理
耶索所處的海拔為高於海平面1454米（即4771英呎），而該地所採用的時區為UTC-7，即北美山地时区（MST）。同時該地設有夏令時間，為UTC-7調快一小時，即UTC-6（MDT）。